# Werkhausen
Werkhausen là một đô thị thuộc huyện Altenkirchen, trong bang Rheinland-Pfalz, phía tây nước Đức. Đô thị Werkhausen có diện tích 5,76 km², dân số thời điểm ngày 31 tháng 12 năm 2006 là 241 người.